# Путнянское Евангелие
Путнянское Евангелие (укр. Путнянське Євангеліє) — Евангелие-апракос второй половины XIII века, написанное уставом на пергаменте (сохранилось 146 листов), хранится в библиотеке монастыре Путна.

## Описание
Было списано с старославянского-глаголического оригинала с лексикой, близкой к Ассеманиеву Евангелию, в северной Галичине или на юго-западной Волыни двумя писцами (1-48 листья; 49—146), которые внесли ряд восточнославянских фонетических черт (оу водѣ, Боуд, дѣвицѣ , «новое ять», и смешивания ь с е; ъ с в; ѣ с и). Родственное Галицкому Евангелию 1266—1301 годов. Текст исследовал Эмиль Калужняцкий.